# Thomas Frank
Thomas Frank (phát âm tiếng Đan Mạch: [ˈtsʰʌmæs ˈfʁɑŋk], sinh ngày 9 tháng 10 năm 1973) là một huấn luyện viên bóng đá chuyên nghiệp người Đan Mạch hiện đang là huấn luyện viên trưởng của câu lạc bộ Tottenham Hotspur tại Premier League.
Sau 18 năm làm huấn luyện viên trẻ, bao gồm cả thời gian làm huấn luyện viên của nhiều đội tuyển trẻ quốc gia Đan Mạch, Frank đã trở thành huấn luyện viên cấp cao của Brøndby vào năm 2013. Sau khi rời Brøndby vào năm 2016, ông chuyển đến câu lạc bộ Anh Brentford với tư cách là trợ lý huấn luyện viên trưởng và được thăng chức làm huấn luyện viên trưởng vào tháng 10 năm 2018. Vào cuối mùa giải 2020–21, Frank trở thành huấn luyện viên trưởng thứ hai của Brentford thăng hạng lên hạng đấu cao nhất của bóng đá Anh.
Trong bốn mùa giải tiếp theo, Frank đã dẫn dắt Brentford trở thành đội bóng có lối chơi khó chịu tại Premier League với chiến thuật thực dụng và quản lý cầu thủ với ngân sách chuyển nhượng hạn chế nhận được nhiều lời khen ngợi. Vào tháng 6 năm 2025, ông rời Brentford sau chín năm gắn bó với câu lạc bộ để gia nhập Tottenham Hotspur.

## Đời tư
Frank đã kết hôn và có ba người con. Ông được trao bằng Cử nhân Giáo dục Thể chất của Viện Y học Thể thao Copenhagen năm 1999 và theo học ngành tâm lý học thể thao và lãnh đạo dựa trên huấn luyện tại cùng một học viện từ năm 2002 đến năm 2005. Ông cũng làm việc tại một trường mẫu giáo và sau đó giảng dạy tại Cao đẳng Kinh doanh Ishøj vào năm 2004. Trước khi chuyển đến Luân Đôn vào tháng 12 năm 2016, Frank và gia đình ông từng sống ở Hvidovre. Frank là thành viên của đội bình luận viên của BBC Sport tại Euro 2024.

## Thống kê sự nghiệp huấn luyện viên
Tính đến 25 tháng 5 năm 2025
| Đội               | Từ                   | Đến                 | Thống kê | Thống kê | Thống kê | Thống kê | Thống kê |
| Đội               | Từ                   | Đến                 | Trận     | T        | H        | B        | % thắng  |
| ----------------- | -------------------- | ------------------- | -------- | -------- | -------- | -------- | -------- |
| U-16 Đan Mạch     | 1 tháng 7 năm 2008   | 2011                | 25       | 10       | 3        | 12       | 040,00   |
| U-17 Đan Mạch     | 1 tháng 7 năm 2008   | Tháng 7 năm 2012    | 66       | 38       | 14       | 14       | 057,58   |
| U-19 Đan Mạch     | Tháng 7 năm 2012     | Tháng 6 năm 2013    | 15       | 10       | 1        | 4        | 066,67   |
| Brøndby           | 10 tháng 6 năm 2013  | 9 tháng 3 năm 2016  | 103      | 46       | 29       | 28       | 044,66   |
| Brentford         | 16 tháng 10 năm 2018 | 12 tháng 6 năm 2025 | 317      | 132      | 77       | 108      | 041,64   |
| Tottenham Hotspur | 12 tháng 6 năm 2025  | nay                 | 0        | 0        | 0        | 0        | —        |
| Tổng cộng         | Tổng cộng            | Tổng cộng           | 526      | 236      | 124      | 166      | 044,87   |

## Danh hiệu
U-17 Đan Mạch
- Cúp Syrenka: 2010

Brentford
- Play-off EFL Championship: 2021

### Cá nhân
- London Football Awards Manager of the Year: 2020
- Huấn luyện viên xuất sắc nhất năm của Hiệp hội bóng đá Đan Mạch: 2020, 2022
- Huấn luyện viên EFL Championship xuất sắc nhất tháng: Tháng 6 năm 2020, Tháng 12 năm 2020